# イドラ級海防戦艦
イドラ級はギリシャ海軍の海防戦艦の艦級である。ギリシャでは沿岸装甲艦（παράκτιο θωρηκτό）ないし装甲艦（θωρηκτό）とされる。ギリシャがオスマン帝国海軍に対抗すべくフランスに3隻が発注され建造された艦級である。19世紀末から20世紀初頭にかけて運用されていた。なお、艦名はエーゲ海のイドラ島、スペツェス島（古名スペツァイ）、プサラ島にちなむ。

## 概要
イドラ級はギリシャ海軍の再編成と近代化の先端として2隻の海防戦艦の購入が計画されていたが、仮想敵国として長年の因縁であるオスマン帝国が海軍の一切をイギリスに一任していたため、対抗としてギリシャ海軍はもう一つの大海軍国であるフランスに新型海防戦艦を発注する事とした。
イドラ級が設計されていた時期、フランス海軍では装甲艦から前弩級戦艦への移行期にあり、本級も装甲艦型の乾舷の高い船体に、最新型の後部装填式のライフル砲を装備し、速力も同時期の「アミラル・ボーダン級」や海防戦艦「オッシュ」が16ノットのところ、イドラ級は17ノットと優秀な速度を持っていた。建造はフランスのA C de la Loire社サン・ナゼール造船所に「プサラ」が、グランビル社ル・アーヴル造船所に「イドラ」と「スペツァイ」がそれぞれ発注され、1891年に「イドラ」と「スペツァイ」が2隻とも竣工し、遅れること1年後の1892年に「プサラ」が竣工して同年に3隻ともギリシャ海軍で就役した。

## 艦形

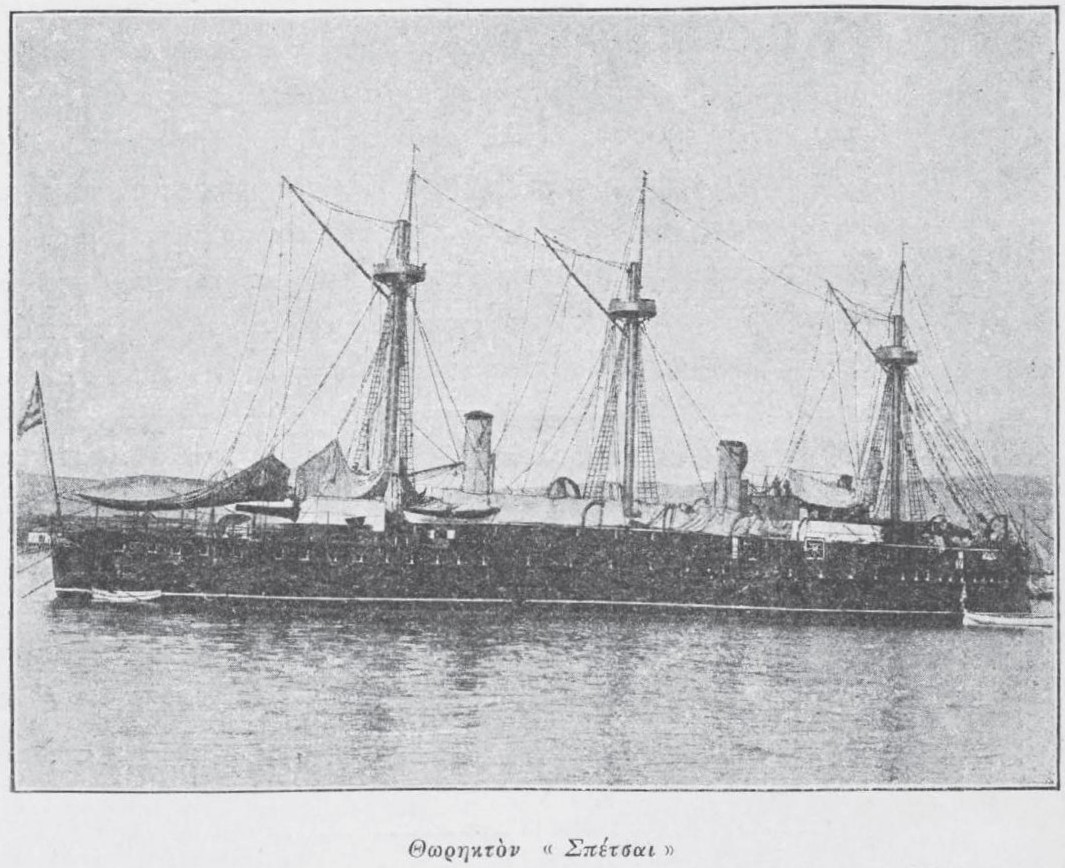
竣工当時の1896年の「スペツァイ」。

船体形状は艦首水面下に衝角をもつ乾舷の高い長船首楼型船体に3本のマストと中央部に2本煙突を持つ当時の一般的な海防戦艦の形態である。
本級は3本マストと2本煙突を持つターレット（tourelle）形式として設計・建造された。艦首から構造を記述すると、長船首楼型船体であった艦首水面下には未だ衝角が付いている。艦首甲板上に1番マストが立ち、船体中央部の舷側甲板上に、装甲厚300mmから356mmにもなる装甲板をリベットで組み立てたバーベットを持っており、そこに「カネー 27.4cm（36口径）後装式ライフル砲」を防盾の付いた単装砲架で片舷1基ずつ計2基を配置した。
艦橋と司令塔は左右のバーベットに挟まれるように中心線上に配置されており、その背後に前後に離された2本煙突が立つ。2本の煙突の中央には2番マストが立っており、その周囲は艦載艇置き場となっていた。舷側に2本を1組とするボート・ダビッドが片舷に2組ずつ計4組で運用された。2番煙突の基部で船首楼が終了し、そこから甲板一段分下がって3番マストがあり、後部甲板上に「カネー 27.4cm（28口径）後装式ライフル砲」を収めた円筒状の単装主砲塔が後ろ向きに1基が配置された。

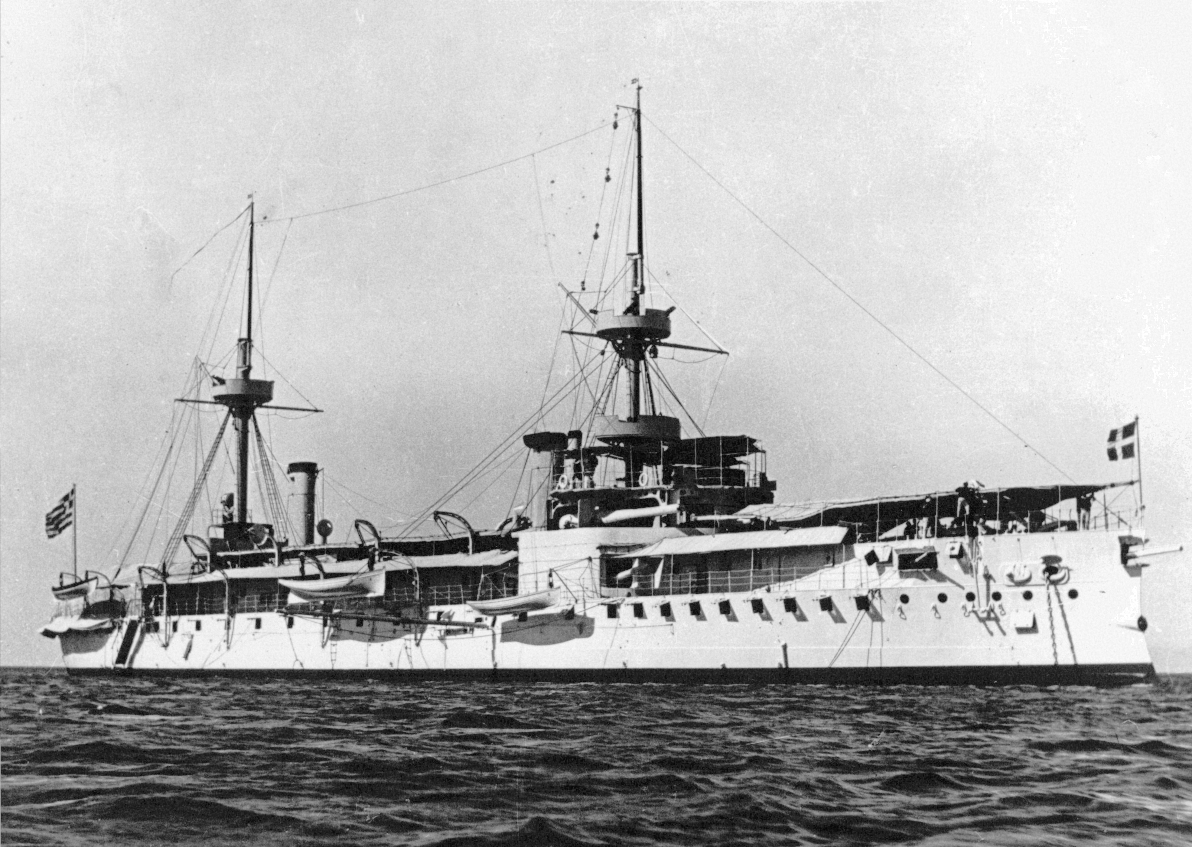
写真は停泊中で日除けの天幕を展開している近代化改装後のイドラ。前部煙突の上部の黒い半円形の物体はボイラーの消火時に雨水が入るのを防ぐ覆い。

副砲の「カネー 15cm（36口径）後装式ライフル砲」は、艦首部に設けられた砲室に単装砲架で1基、舷側主砲バーベット下部の砲郭（ケースメイト）に片舷2か所の砲門が設けられ、そこから片舷2基ずつの計5基を配置した。他に対水雷艇用に「シュナイダー 8.5cm（22口径）後装式ライフル砲」を単装砲架で4基。近接火器としてオチキス社製「オチキス 4.7cm（33口径）単装機砲」を艦首甲板上に単装砲架で4基、同「オチキス 3.7cm（23口径）単装機砲」を4基、オチキス 3.7cm（20口径）五連装機関砲を6基を搭載した。対艦攻撃用に35.6cm水中魚雷発射管を単装で艦首に1門、舷側に片舷1門ずつ2門の計3門を装備した。この武装配置により艦首方向に最大で27.4cm砲2門・15cm砲3門。左右方向に最大で27.4cm砲2門・15cm砲2門、艦尾方向に最大で27.4cm砲1門・15cm砲2門が指向できた。
就役後に3隻ともマストの帆走設備を撤去し、頂上部の見張り所に小口径を搭載するミリタリーマストとなったが、「イドラ」と「スペツァイ」は艦橋の背後に1番マストを移設して2番マストは撤去した。「イドラ」に比べ、「スペツァイ」の改装の方が徹底しており、より前弩級戦艦に近い艦容となっている。帆走設備の撤去は「プサラ」も行われたが、「プサラ」は他2隻と艤装が異なり、艦橋を基部として背の低い1番マストを移設し、低い箇所に見張り台を設けて対水雷艇砲を左右1基ずつ計2門を配置し、2番マストの高所に設けられた見張り所に2門、背の低い3番マストも低い位置に見張り所を設けて2門を配置した。

## 武装

### 主砲

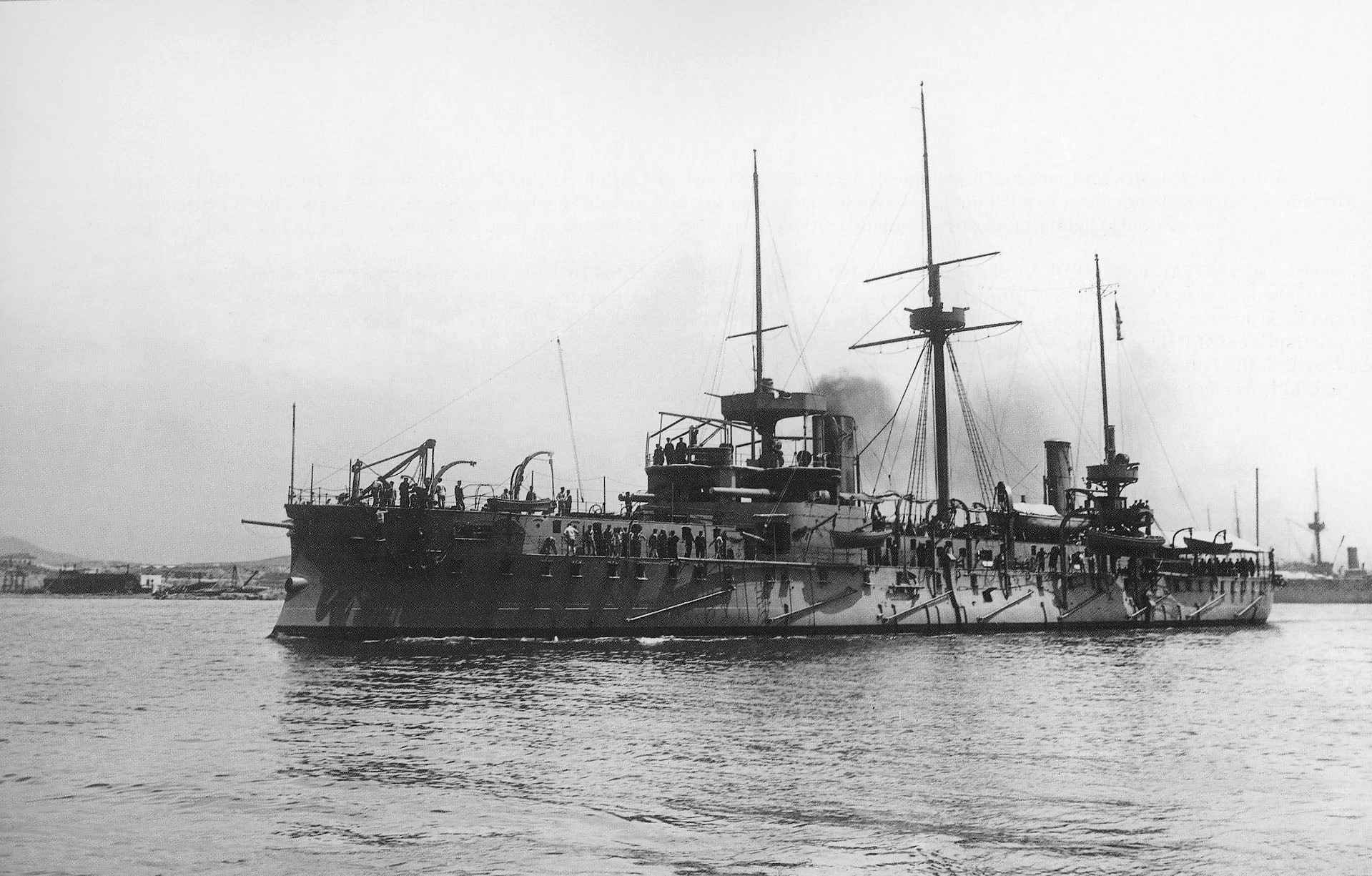
1900年代に撮られた近代化改装後のプサラ。マストの見張り所に対水雷艇迎撃用の機関砲を配置している。艦首部の砲門から副砲を出す設計は当時のフランス製軍艦で多く見られた様式で日本海軍の防護巡洋艦「松島」でも見られる。

本級の主砲は27.4cmライフル砲であるが艦首側の物は「カネー 1884年型 27.4cm（36口径）後装式ライフル砲」で、艦尾側の物は「カネー 1881年型 27.4cm（28口径）後装式ライフル砲」で2種類で砲身長が異なっていた。

### 副砲、その他備砲
副砲は破壊力を重視して「カネー 1881型 15cm（36口径）後装式ライフル砲」を採用し、これを単装砲架で5基を搭載した。その他に対水雷艇用に「シュナイダー 8.5cm（22口径）後装式ライフル砲」を単装砲架で4基。近接火器としてオチキス社製「オチキス 4.7cm（33口径）単装機砲」を単装砲架で4基、同「オチキス 3.7cm（23口径）単装機砲」を4基、オチキス 3.7cm（20口径）五連装機関砲を6基を搭載した。対艦攻撃用に35.6cm水中魚雷発射管を単装で艦首に1門、舷側に片舷1門ずつ2門の計3門を装備した。

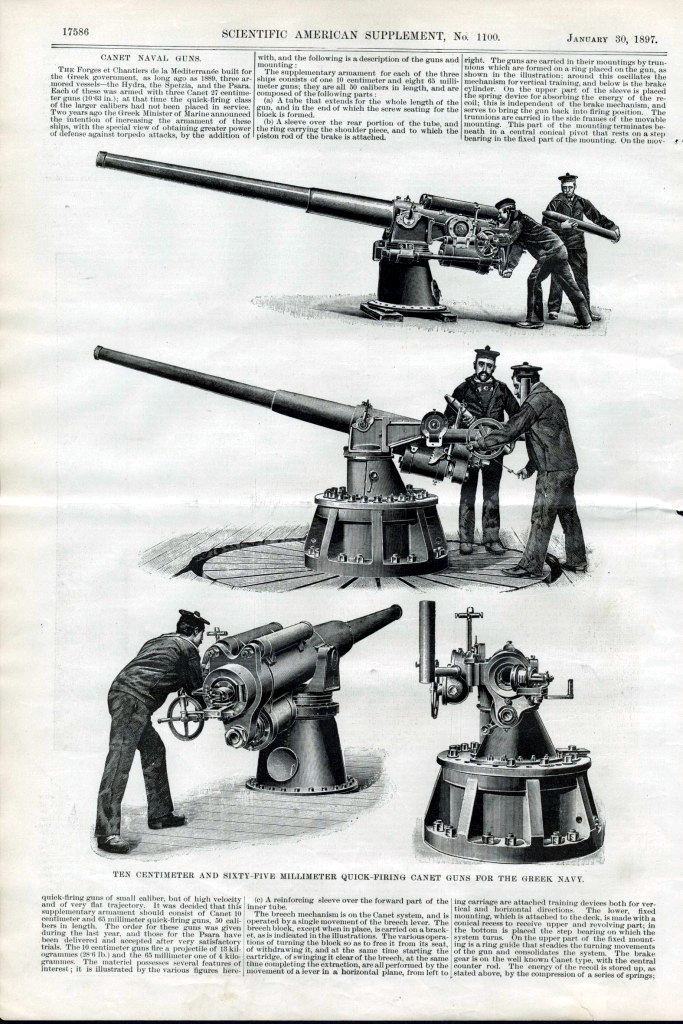
シュナイダー社の10cm速射砲と6.5cm速射砲のカタログ。本級にも1897年より採用された。

就役後の1897年に15cm砲5基と8.5cm砲4基と3.7cm機砲4基を撤去、艦首側の35.6cm魚雷発射管を撤去した。代わりに新設計の「シュナイダー 10ｃｍ（45口径）速射砲」を単装砲架で艦首に1基、同社の「シュナイダー 6.5cm（50口径）速射砲」を単装砲架で艦首の砲郭に片舷1基ずつ、船体中央部に片舷3基ずつの計8基を搭載した。また、近接火器として3.7cm5連装機関砲を4基追加し、艦首に38.1cm魚雷発射管1門を搭載した。1910年には副武装として「シュナイダー 15cm（45口径）速射砲」が単装砲架で5基が搭載された。その後、1915年に15cm速射砲2門が撤去され、代わりに近接火器としてオチキス3.7cm（23口径）単装機砲が6基に更新された。

## 防御

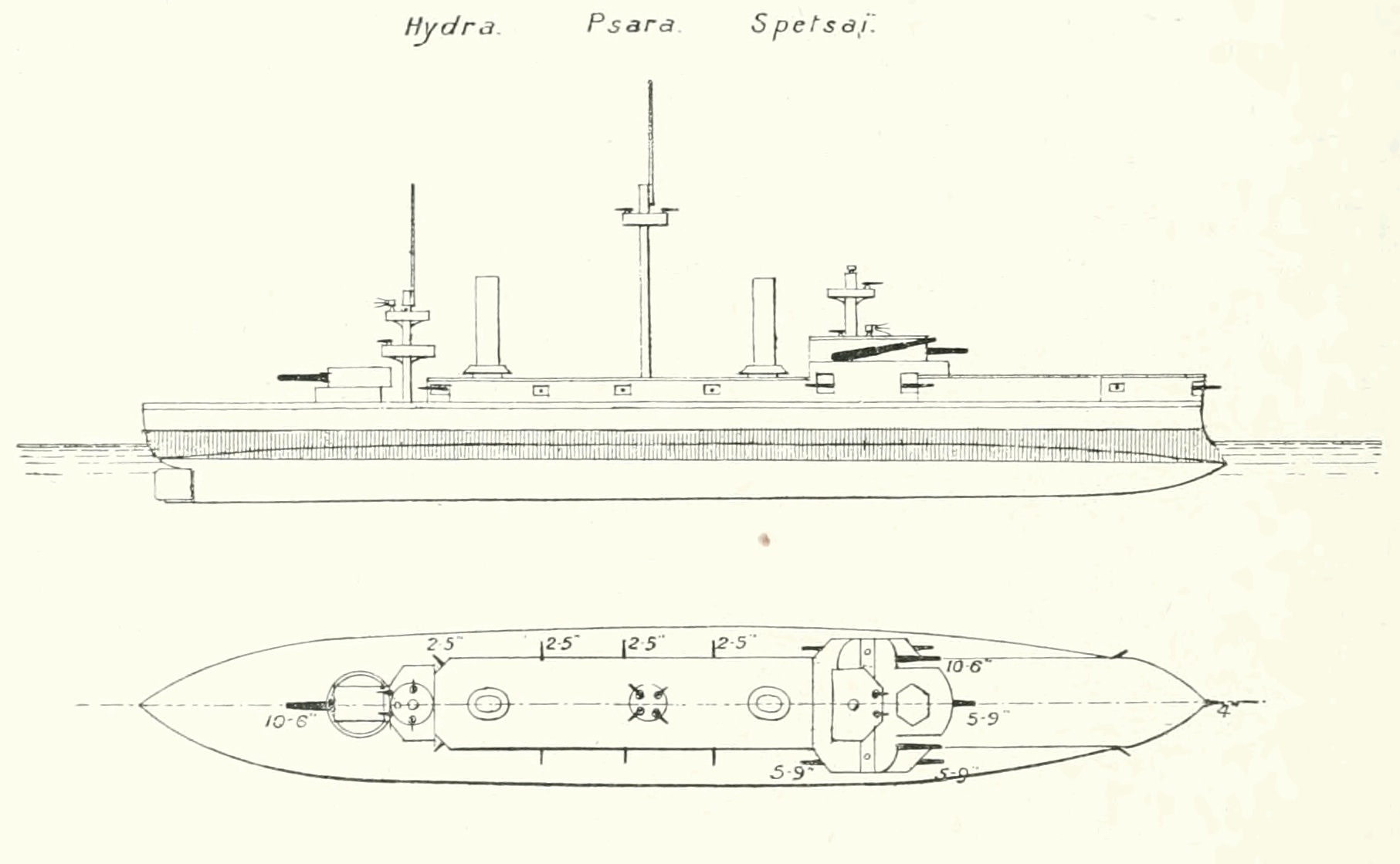
近代化改装後の1902年の「イドラ」の武装・装甲配置を示した図。

本級の装甲板は鉄製で、チーク材の上にリベットで張られた。水線部には艦首と艦尾は114mm、船体中央部は末端部300mmから最厚部で356mmへとテーパーする水線部装甲が張られた。舷側装甲と接続する主甲板の防御は51ｍｍで、その上の主砲塔の基部（バーベット）は最大で305mm装甲で防御され、後部砲塔は前盾が356mmで側面は305mmの厚みがあった。副砲の収められた砲郭は120mm装甲であった。

## 機関
本艦の主ボイラーは石炭専焼円缶4基を搭載したが、缶室分離配置を採用しているために2本の煙突は前後に広く離されているのが外見上の特徴となった。これに推進機関として直立型四気筒三段膨張式レシプロ機関2基を組み合わせ、2軸推進で最大出力6,700 馬力で速力17.0ノットを発揮した。燃料の石炭は690トンを搭載した。

## 同型艦
- イドラ（Hydra）（en:Greek battleship Hydra）

フランス、グランビル社ル・アーヴル造船所にて1887年起工、1889年5月進水、1892年竣工。1919年に除籍後、砲術練習艦として1922年まで使用。1929年に売却後に解体処分。
- スペツァイ（Spetsai）（en:Greek battleship Spetsai）

フランス、グランビル社ル・アーヴル造船所にて1887年起工、1889年10月進水、1892年竣工。1919年に除籍後、練習艦として1922年まで使用。1929年に売却後に解体処分。
- プサラ（Psara）（en:Greek battleship Psara）

フランス、A C de la Loire社サン＝ナゼール造船所にて1887年起工、1890年2月進水、1892年竣工。1919年に除籍後練習艦として1922まで使用。1932年に売却後に解体処分。

## 参考図書
- 「世界の艦船 増刊第38集　フランス戦艦史」（海人社）
- 「Conway All The World's Fightingships 1860-1905」（Conway）
- 「Conway All The World's Fightingships 1906–1921」（Conway）